# Лабади, Жан
Жан Лабади́ (фр. Jean de Labadie) (1610—1674) — французский и нидерландский пастор и проповедник, мистик, духовный писатель, основатель секты лабадистов, один из вдохновителей пиетизма.

## Биография

### Католик
Жан де Лабади родился 13 февраля 1610 г. в местечке Бур (Bourg-sur-Gironde) близ Бордо. Его отец Жан Шарль де Лабади, представитель древнего аристократического рода, был военным губернатором французской провинции Жиронда. В семилетнем возрасте Жан был отдан в иезуитскую школу в Бордо, где вскоре проявилась богатая одарённость мальчика. Когда Жану исполнилось 15 лет, он вступил в орден иезуитов, но обетов не приносил. С этого времени началось его духовное развитие. Наибольший интерес вызывало у него чтение и изучение Священного Писания; также на него сильно повлияла весьма распространённая тогда квитетистская мистика. Склонность к самоуглублению, сочетаемая со слабым здоровьем, развила в Лабади высокую чувствительность к внутренним религиозным внушениям. Учёба (в особенности увлекался Лабади трудами Августина), погружение в Священное Писание, медитация и молитва привели Лабади к непоколебимому убеждению, что он призван Богом к реформированию Церкви, чтобы восстановить в ней первохристианские принципы жизни, одушевляемые мистическим богообщением каждого члена церковной общины.
17 апреля 1639 г. Лабади вышел из ордена иезуитов. Приняв рукоположение в пресвитеры, Лабади начал проповедовать в больничной церкви Бордо и на некоторых деревенских приходах. Проповеди его производили ошеломляющее впечатление и собирали огромное количество слушателей. Лабади, не выходя за рамки католической догматики, призывал прихожан к углублённой внутренней жизни во Христе, вниканию в Священное Писание и неформальной непрестанной молитве. Успех Лабади как проповедника возбудил зависть в его бывших товарищах по ордену иезуитов; также и местное духовенство было сильно настроено против него. В вину Лабади ставили отступления от формального церковного порядка в молитвенном делании, пренебрежение к культу святых, рекомендации читать Св. Писание на родном языке и т.п. Эти обвинения были представлены архиепископу Бордо с требованием осудить Лабади как еретика. Комиссия, собранная архиепископом, подтвердила его правоверие. Лабади, однако, стал чувствовать себя в Бордо стеснённым в своей деятельности и захотел переместиться в Париж. Архиепископ Бордо не препятствовал этому, выдал Лабади прекрасную рекомендацию, и после тщательного испытания в Сорбонне Лабади был принят в клир Парижа.

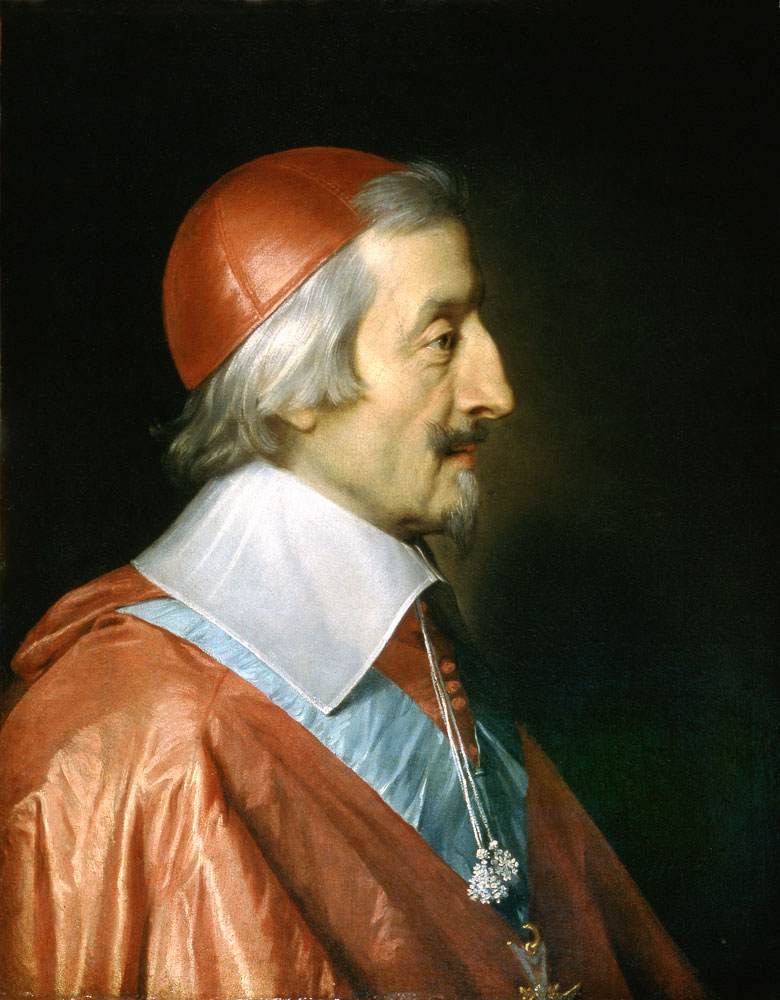
Кардинал Арман Жан дю Плесси, герцог де Ришельё

В столице Франции Лабади снискал такую же популярность и любовь прихожан, как и в Бордо. Его высоко ценили и высшие церковные сановники; в частности, к нему весьма расположился всесильный кардинал Ришельё. Однако пропорционально успеху Лабади увеличивалась и ненависть к нему иезуитов. Его обвинили в янсенизме и всячески пытались очернить его в глазах двора и церковной иерархии. В такой атмосфере Лабади с радостью принял предложение архиепископа Амьена занять место проповедника кафедрального собора этого города, и переехал из Парижа в Амьен.
И здесь, как и ожидалось, сопротивление иезуитов и зависть местного клира к пламенному и любимому народом проповеднику не заставила себя ждать. Но на помощь Лабади пришло то обстоятельство, что в Амьене из-за постоянно меняющихся военных действий временно разместился королевский двор. Король Людовик XIII публично выказал расположение к Лабади, и на некоторое время интриги вокруг него утихли. Архиепископ Амьена направил Лабади в Абвиль. Отсюда вновь раздались жалобы — на этот раз, что Лабади сеет гугенотский дух: критикует церковные порядки, раздаёт народу французский перевод Нового Завета, устраивает в церкви по воскресеньям молитвенные собрания на целый день, на которых читает и толкует тексты из Св. Писания, и т.д. Для проверки этих жалоб в Абвиль прибыл сам архиепископ, который, побывав на проповедях и богослужениях Лабади, заявил, что последний нисколько не колеблет устои Католической Церкви, а выступает только против тех или иных злоупотреблений. Впрочем, архиепископ вскоре опять перевёл Лабади в Амьен. Доносы на него, теперь уже в Париж, продолжались, но кардинал Ришельё клал их под сукно.
В декабре 1642 г. Ришельё умер, и противники Лабади постепенно настроили против него преемника почившего, кардинала Мазарини. Последний объявил, что, хотя Лабади и благочестивый человек, но его поведение и проповеди  нарушают покой государства, и поэтому не могут быть терпимы. В 1646 году Лабади был вынужден покинуть Амьен и направился на юг Франции, где в продолжение нескольких лет он вёл скитальческую жизнь, подвергаясь преследованиям (в особенности от епископов Тулузы и Базаса).

### Реформат

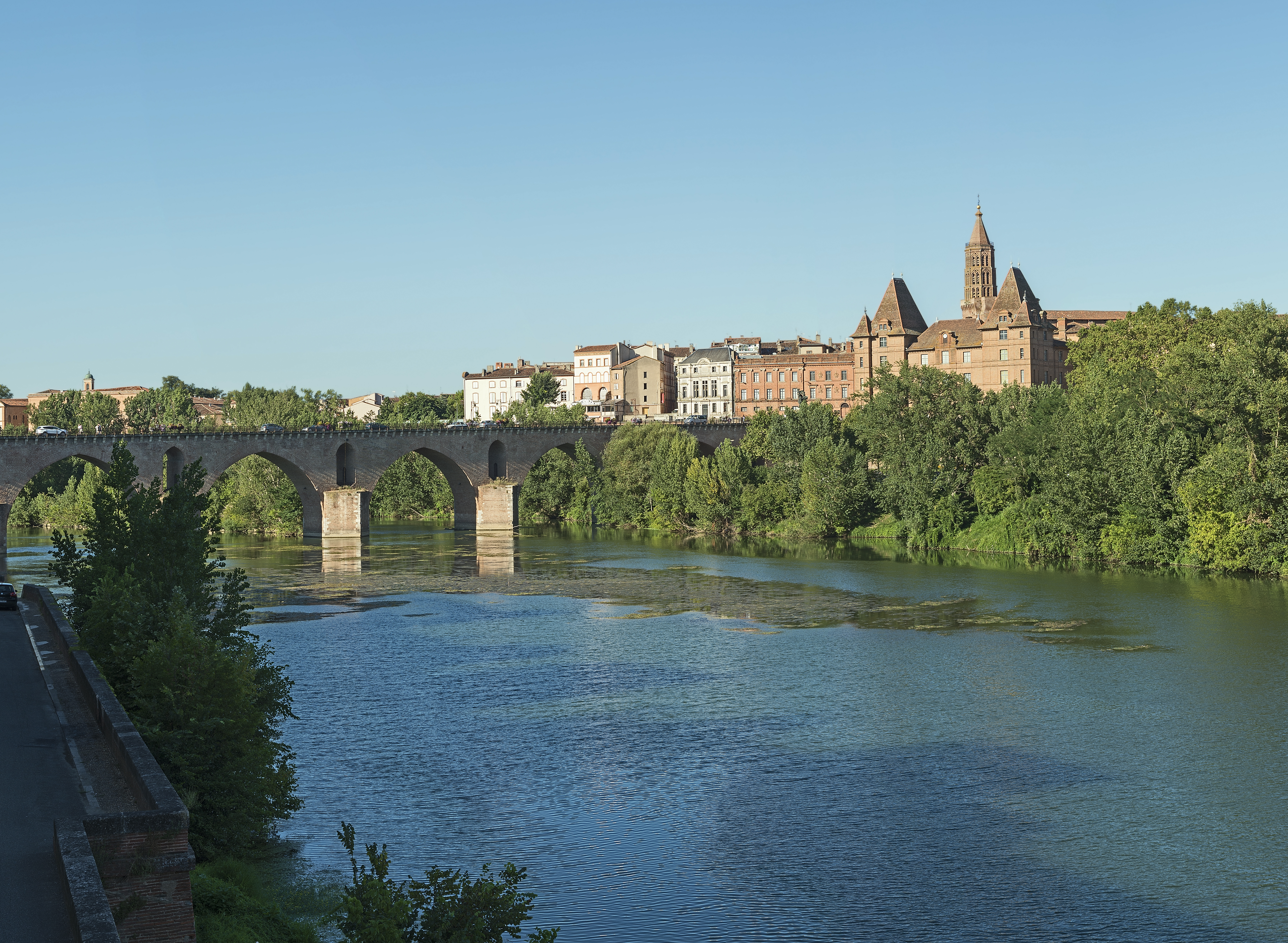
Монтобан

Гонение со стороны своих собратьев по Римо-Католической Церкви, а также чтение трудов Кальвина и других учительных книг Реформатской Церкви постепенно привели Лабади к убеждению в сравнительной перед католичеством правоте протестантизма. Результатом этого явился переход Лабади в Реформатскую Церковь, состоявшийся 16 октября 1650 г. в Монтобане. Полтора года Лабади жил в этом «гугенотском» городе как частное лицо, и за это время приобрёл такое уважение и вес, что в 1652 г. он был ординирован и назначен городским проповедником и профессором теологии в местной Реформатской академии.
Изначальное критическое отношение Лабади к любой наличной церковности и его самосознание, что он призван Богом к очищению и реформированию Церкви, стало сразу проявляться и в его деятельности как реформатского пастора, – что встречало, впрочем, гораздо большее приятие, чем раньше, когда он пребывал в католичестве. Его горячие призывы к чистоте и строгости христианской жизни, его гневные проповеди против страсти к нарядам, играм, пьянству, зрелищам, театру и т.д., его настаивание на важности непрестанной внутренней молитвы находили отклик среди его паствы и постепенно меняли её нравы, так что начала́ складываться его слава как «второго Кальвина». Привлекало к нему и то, что Лабади твёрдо придерживался убеждения, что проповедник должен сам проводить такую жизнь, которую он возвещает, иначе он не имеет права проповедовать.
Также Лабади в это время стал писать духовно-назидательные сочинения, отличавшиеся ясностью языка и большой убедительностью. В 1656 г. он издал две книги – «Практика словесной и умной молитвы, в трёх частях», в которой изложил свой опыт молитвы в духе квиетистской мистики, и «Очерк истинного христианства» – обширное сочинение, содержащее его практическое богословие. Уже в этой книге видны особенности, которые впоследствии приведут Лабади к разрыву и с Реформатской Церковью, а именно:
- оправдание верой в заслуги Христа Лабади считает недостаточным; оно (оправдание) должно быть усвоено и раскрыто в процессе освящения оправданного человека. Таким образом, Христос, по Лабади, является для нас не столько оправдывающим, сколько освящающим Спасителем; само же спасение совершается не «только верой», но и «последованием Христу».
- Лабади настаивал на абсолютной повреждённости и падшести «мира сего», так что соприкосновение между ним и Церковью Христовой должно быть сведено к наивозможнейшему минимуму. Всецелое отрешение от мира, по Лабади, есть необходимое условие освящения, последнее без первого просто не может осуществляться. Поэтому истинный христианин самим фактом своего христианства предназначен к отделению, или сепарированию, от мира. В дальнейшем это выльется в церковный сепаратизм Лабади, а затем и в чистое сектантство.

В 1657 г. Лабади из-за интриг местных католиков, обвинивших его в антиправительственных настроениях, был вынужден оставить Монтобан и переместиться в Оранж, а затем, опасаясь преследований, и вовсе покинуть Францию. Лабади был приглашён на должность городского проповедника в Женеву, куда и прибыл в 1659 г. Здесь в полной мере раскрылись его пастырские таланты. Церкви не могли вместить толп людей, желающих слушать его проповеди; слово Лабади действовало так сильно, что нравы в городе, без всяких внешних мер, стали значительно строже. В Женеве Лабади стал устраивать особые домашние собрания, посвящённые молитве, чтению и толкованию Священного Писания и обсуждению и разбору тех или иных процессов внутренней духовной жизни. Впоследствии подобные собрания станут одной из главных составляющих пиетизма. Вокруг Лабади сложился кружок близких ему по духу людей, среди которых нужно назвать прежде всего Пьера Ивона (Pierre Yvon), Пьера Дюлиньона (Pierre Dulignon) и Франсуа Менурэ (François Menuret). Посещал домашние собрания Лабади и учившийся в те годы в Швейцарии Теодор Ундерейк (Theodor Undereyck, 1635–1693), основатель реформатского пиетизма. 
Слава Лабади распространилась далеко за пределы Франции и Швейцарии, и в 1666 г. он получил приглашение из Нидерландов занять место пастора городской общины Мидделбурга. В своё время здесь служил любимый всем народом знаменитый учитель благочестия Виллем Телинк (Willem Teellink, 1579–1629), так что место, предлагаемое Лабади, было весьма почётным. Кроме того, приглашение исходило от «духовных столпов» Нидерландов – Гисберта Воеция, Йодокуса ван Лоденстейна (Jodocus van Lodenstein, 1620–1677) и Анны Марии фон Шюрман. Городской совет, духовенство и прихожане Женевы уговаривали Лабади остаться; но он воспринял приглашение в Нидерланды как призыв Божий и не замедлил последовать ему. 
Вместе с Лабади в Мидделбург отправились и его близкие друзья Ивон, Дюлиньон и Менурэ. Путешествие их длилось достаточно долго (в обход Франции) и было связано с затруднениями. В Гейдельберге они вчетвером принесли друг перед другом два обета:
- в отношении самих себя – всё более и более совершенствоваться в освящении во Христе, отвергнуть мир сей со всеми его стремлениями, благами, удовольствиями и радостями и последовать и уподобляться Иисусу Христу, неся вслед за Ним свой крест;
- в отношении своего призвания – всецело предать себя на служение Богу и Его Евангелию, быть готовыми на всяческую нищету, поношения, преследования и скорби, в себе самих непременно исполнять всё то, что они будут проповедовать другим и с терпением встречать ненависть и противодействие со стороны безбожных людей и нехристианского мира.

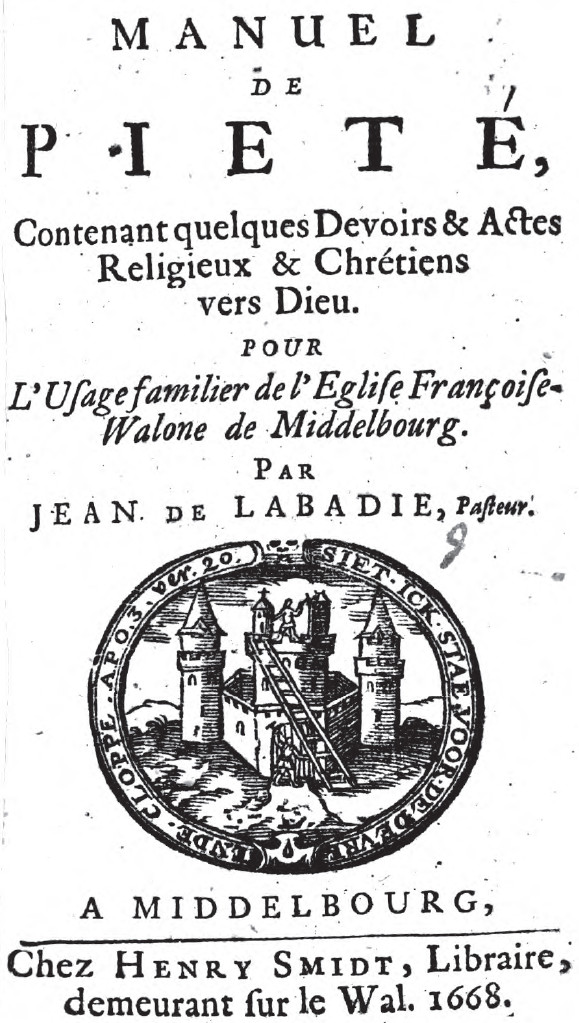
Титульный лист "Руководства к истинному благочестию"

В Миддлбурге Лабади энергично приступил к пастырской деятельности и, как и везде, добился больших успехов в укреплении христианских нравов, воспитании в своей пастве внутреннего молитвенного делания и т.д. В этот период Лабади также написал много духовно-назидательной литературы. В частности, в 1668 г. вышло в свет его «Руководство к истинному благочестию», получившее широкое распространение и в 1726 г. обработанное и переведённое на немецкий язык Герхардом Терстегеном.
Но как ни велико было число приверженцев Лабади, как ни успешно было его служение в Мидделбурге, уже почти с самого начала этого служения выявились обстоятельства, которые достаточно скоро привели к разрыву Лабади с Нидерландской Реформатской Церковью. Таких обстоятельств было два.
- Всё более увеличивающаяся радикальность Лабади во взглядах на Церковь. Лабади считал, что Церковь – это сообщество исключительно святых, родившихся свыше (Ин. 3, 3) христиан, в которую не может и не должно быть доступа «грешникам» (общецерковная точка зрения относит к Церкви притчу Христа об одновременном произрастании на поле и пшеницы, и плевелов, Мф. 13, 24–30). Такой ригоризм приводил к тому, что Лабади всё большее значение придавал своим внебогослужебным собраниям, которые постепенно становились некоей «параллельной церковью». К тому же со временем домашние собрания Лабади приобретали всё более явный «харизматический» оттенок: так, например, в обыкновение вошло «профетическое» толкование Священного Писания.
- Церковная жизнь Нидерландов в XVII веке характеризовалась многими вероучительными спорами (напр., полемка между воецианами и кокцеюсианами), которые затрагивали широкие слои верующих. Лабади же был практиком-мистиком, мало интересовавшимся тонкостями догматики и не скрывавшим своего практического расхождения с реформатским учением об оправдании (о чём упоминалось выше).

Результатом этого было всё увеличивающееся недовольство Лабади, в том числе и со стороны тех, кто пригласил его в Нидерланды (Воеций, Лоденстейн). Состоялось несколько Синодов, разбиравших его взгляды, которые Лабади большей частью проигнорировал. Наконец, в марте 1669 г. Дордрехтский Синод окончательно обвинил Лабади в неправоверии и раскольнических настроениях и отрешил его от служения.

### Сепаратист
Это событие сильно повлияло на Лабади. Он всегда был глубоко убеждён, что он призван Богом к духовно-нравственному реформированию Церкви, и осуществлял это призвание в рамках институциональных Церквей – сначала Римо-Католической, а затем Реформатской. Но теперь, когда и та, и другая объявили его вне своих границ, Лабади пришёл к следующему выводу: 
- реформирование существующих церковных институций неосуществимо, и поэтому восстановление апостольских принципов церковной жизни возможно только при непременном условии отделения от этих церковных институций.

Так было положено начало церковному сепаратизму. Лабади объявил своих сторонников «евангельской общиной», арендовал в Миддлбурге обширное помещение и стал ежедневно проводить в нём свои домашние собрания (не претендовавшие, впрочем, на статус параллельного богослужения). Городские власти и духовенство не могли этого потерпеть, и в конце 1669 г. Лабади был изгнан из Миддлбурга. Он и бо́льшая часть его общины (ок. 50 человек) переехали в Амстердам. Влиятельные поклонники Лабади, среди которых главное место принадлежало уже упоминавшейся Анне фон Шюрман, помогли ему найти здесь подходящий вместительный дом. 

Продолжая размышлять над своим новым положением, Лабади пришёл к выводу о необходимости переформатирования «поместного» церковного собрания, существующего в условиях компромисса с «миром сим», в домашнюю общину, в «большую семью», живущую по самым строгим, почти монастырским принципам. 

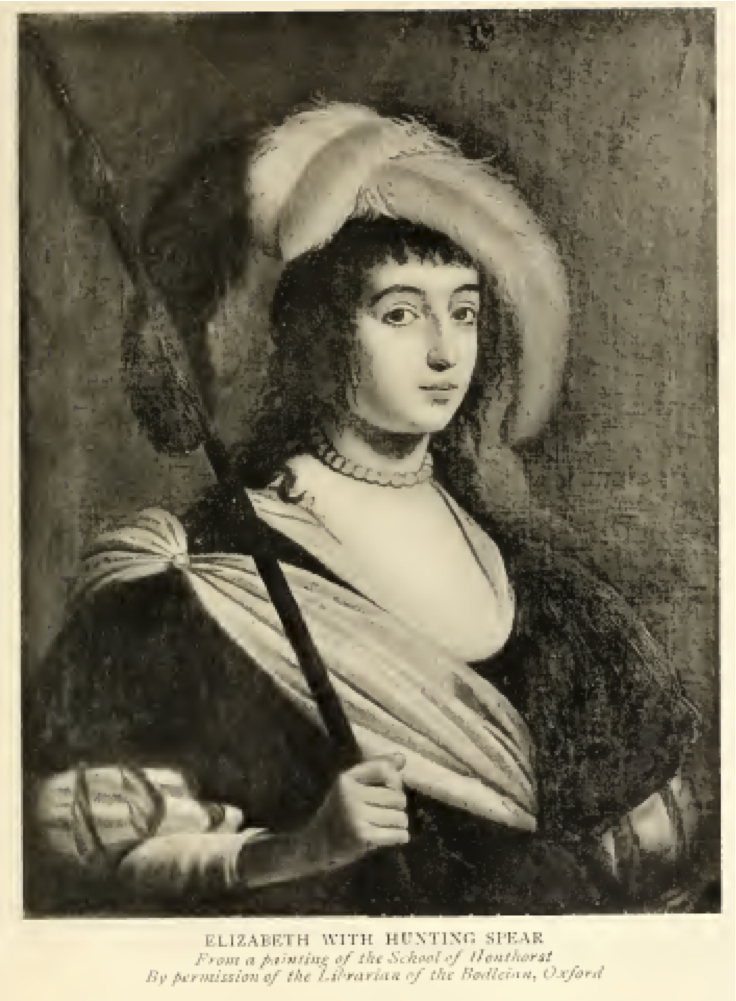
Елизавета Пфальцская

В эту семью допускаются только «родившиеся свыше» христиане, которым надлежит стать «солью земли» (Мф. 5, 13), примером и образцом для всех прочих христиан. Члены домашней общины не должны причащаться с «мирскими» христианами; а поскольку церковный сепаратизм не предполагает параллельной Евхаристии, то «сепаратисты» не причащались вовсе (сепаратистская традиция «непричащения» прослеживается вплоть до времён Терстегена).
Но недолго продолжалась жизнь Лабади и его приверженцев в Амстердаме; уже в 1670 году духовные и светские власти этого весьма веротерпимого города запретили Лабади устраивать домашние собрания. По протекции фон Шюрман лабадистскую общину пригласила к себе принцесса-аббатиса Херфордского аббатства Елизавета Пфальцская (Богемская). По переезде Лабади в Херфорд (октябрь 1670 г.) ему не только было предоставлено принцессой место жительства, но и дана возможность открыто проповедовать в церкви аббатства. Лабади продолжил и свою литературную деятельность и написал и издал здесь несколько важных сочинений, подробно излагающих путь внутренней жизни во Христе.

### Сектант
В начале 1671 г. Лабади, собрав всю общину в Херфорде, совершил евхаристическое богослужение. Евхаристические собрания лабадистов носили экзальтированный характер: причастившиеся обнимали и целовали друг друга, пели и танцевали и т.п. (впрочем, не выходя за рамки целомудрия). Лабади неожиданно поменял своё отношение к браку. Всю жизнь он придерживался аскетической традиции безбрачия; теперь он развил теорию, что поскольку его община представляет собой «церковь чистых», то членам общины нужно заключать браки между собой. Дети, рождающиеся в таком браке, будут свободны от первородного греха, и таким образом будет положено начало новому человечеству, которое, развившись в достаточной мере, составит чаемое тысячелетнее царство Христово на земле (Лабади разделял хилиастические воззрения). 61-летний Лабади не замедлил осуществить свои новые взгляды на практике и женился на также весьма уже немолодой даме. Его примеру последовали «верховные пастыри» лабадистов Пьер Ивон и Пьер Дюлиньон, а за ними и многие прочие члены секты.

Иллюстрация из анти-лабадистской книги 1672 г. «Abbildung und Beschreibung deß Lebens und Lehre Jean de Labadie»

Необычная евхаристическая практика и, в особенности, массовое заключение браков в среде лабадистов вызвали такую бурю возмущения в лютеранском Херфорде, что принцесса Елизавета не смогла этому противостоять. Магистрат и консистория «через голову» принцессы обратились в имперский суд в Шпайере, который без проволочек вынес решение: на основании 17-й статьи Вестфальского мира, согласно которой никаким сектам не разрешается пребывать на территории Священной Римской империи Германской нации, принцесса Елизавета подвергается денежному штрафу, а лабадисты должны быть выдворены за пределы Империи.
Лабади ничего не оставалось, как вновь направиться в Нидерланды. В июне 1672 г. лабадисты (ок. 150 человек) покинули Херфорд. На пути Лабади заболел. Общине удалось найти уединённый большой дом в Альтоне близ Гамбурга, где лабадисты и разместились. Через несколько месяцев Лабади стало лучше, но не настолько, чтобы продолжать путь. Поскольку власти не особенно интересовались странниками, решено было остаться на время в Альтоне. Лабади написал здесь несколько сочинений, в которых он, между прочим, подтверждал свою верность учению Реформатской Церкви, и «духовное завещание». По некоторым данным, в Альтоне Лабади намеревался вступить в общение с лютеранами. 13 февраля 1674 г., в свой 64-й день рождения, Лабади умер. Похоронен в Альтоне, его могила затеряна.

## Лабадисты
Весной 1675 г. лабадисты, возглавляемые теперь Пьером Ивоном, Пьером Дюлиньоном и Анной Марией фон Шюрман, в количестве 162 человек прибыли в замок Вальта в д. Виуверд (Wieuwerd) близ Леувардена. Замок принадлежал знатному семейству Со́ммелсдейк (Sommelsdijck). Глава семейства Корнелис ван Соммелсдейк был губернатором нидерландской колонии Суринам; его сёстры Анна, Мария и Люция, будучи приверженцами Лабади, предоставили замок в полное распоряжение общины.
Местные жители отнеслись к вновь прибывшим хорошо; церковные власти, напротив, с большим подозрением. В июне 1675 г. Синодом Фрисландии, собравшимся в Леувардене, была образована специальная комиссия, чтобы проверить правоверие общины. Комиссия провела несколько собеседований с Ивоном и Дюлиньоном. Отвечая на вопросы устно, а затем письменно, последние умело обошли «острые углы» и расхождения с учением и практикой Реформатской Церкви. По результатам собеседований общине было разрешено легальное существование.
Последующие годы были расцветом лабадистского сообщества. Активной миссионерской работой лабадисты не занимались, но принимали всех, кто приходил по велению сердца, будучи привлечён идеями Лабади, достаточно широко распространёнными. Число членов общины достигало 300 (по другим данным — до 500) человек; кроме того, поскольку богослужения лабадистов были открытыми, их посещали как местные жители, так и приезжавшие из самых разных мест паломники.
Внутренняя жизнь общины была организована по образцу монастырской (исключая безбрачие). Все отношения строились на принципе добровольности. Во главе общины стояли Ивон и Дюлиньон («пастыри»), далее шли «проповедники» и «учителя», а также старшие по положению женщины (во главе с Анной Марией фон Шюрман). Все они составляли «ассамблею старших» для совместного решения текущих вопросов, касающихся жизни сообщества. Особо важные вопросы выносились на обсуждение «Большой ассамблеи» («Grand Assemblée») — собрания всей общины. Говорили в среде лабадистов на трёх языках: французском, голландском и немецком. Сообщество делилось на два класса: 1) «действительных» братьев и сестёр и 2) «подготовительных» членов, чья способность влиться в духовную семью братьев и сестёр испытывалась порой многими годами. Решающим было наличие или отсутствие «нового рождения свыше» (Ин. 3, 3). Свидетельствовалось оно трояким образом: 1) совестью, внутренним состоянием и поведением самого человека, 2) «духовным суждением» «пастырей» и старших и 3) мнением всех членов общины, которым вменялось постоянно подвергать как себя, так и других «экзамену», дабы испытывать, «в вере ли они» (2 Кор. 13, 5).
Принятые в «духовную семью» новые её члены отдавали в общее пользование всё своё имущество и под руководством старших приступали к деланию внутренней молитвы, смирения, полного послушания и умерщвления ветхого человека. Всё это вполне совпадало с церковными традициями монастырского общежития и квиетистской молитвенной практикой. Ежедневно совершалось общее молитвословие, но строгого богослужебного устава не было. Неопустительно соблюдались установленные Лабади обычаи чтения и толкования Священного Писания, духовных бесед и подробного разбора внутренних духовных состояний. Евхаристия совершалась очень редко, несколько раз в год.
Всем насельникам предоставлялись трапеза, помещение и одежда — всё это было подчёркнуто простое. Для обеспечения внешней жизни служили как общность имущества, управляемого с открытостью и добросовестностью, так и многочисленные производства: сельскохозяйственное, ткацкое; варилось мыло, выделывались кожи, и т. д. Общине принадлежала и типография. Поощрялся всякий труд, если только он не служил роскоши и прихотям мира сего.
В 1680 г. по приглашению губернатора Суринама Корнелиса ван Соммелсдейка немалая часть общины, снабжённая всем необходимым, переселилась в эту южноамериканскую нидерландскую колонию. Но в 1688 г. Соммелсдейк был убит восставшими солдатами, и лабадисты, лишившись своего покровителя, были вынуждены вернуться в Виуверд. Затраты на перемещение и потеря имущества в Суринаме нанесли существенный ущерб общему хозяйству сообщества. Почти одновременно с Суринамом лабадисты основали общину и на атлантическом побережье недавно образованных Соединённых Штатов Америки. Но и это начинание оказалось неудачным. Поскольку лабадисты не занимались внешней миссией, а притока паломников, впоследствии становящихся членами сообщества, в США ожидать было неоткуда, американская община лабадистов достаточно быстро захирела.
Эти два проекта в значительной степени подорвали экономическое и финансовое положение сообщества. В 1688 г. Большая ассамблея — общее собрание всех лабадистов — была вынуждена принять решение об отмене общности имущества. Теперь каждый член общины обязывался жить (при широко применяемой совместной поддержке) на своём содержании. Это больно ударило по многим. Ещё более существенным обстоятельством явилось то, что после смерти Корнелиса ван Соммелсдейка замок Вальта должен был отойти его наследникам, так что перед лабадистами встала перспектива лишиться основного места жительства. Наследники, впрочем, отнеслись к сообществу благосклонно: живущих в Вальте они не выгоняли, но приём новых членов в общину стал невозможен. В этих условиях Пьер Ивон, собрав Большую ассамблею, объявил, что «иерусалимский» период жизни их «первохристианской церкви» закончен, и теперь члены сообщества, воодушевившись апостольским призванием, должны выступить на дело обращения лежащего во тьме мира сего к свету первоначального христианства, ими опытно познанного. По совету Ивона лабадистам, выходящим в мир, надлежало присоединяться к Реформатской Церкви.
Процесс «исхода» общины из Вальты занял несколько лет. В 1707 г. умер Пьер Ивон. К 1725 г. в Вальте не осталось никого из лабадистов, и лабадизм как организованное сообщество прекратил своё существование.

## Учение
Догматически Лабади придерживался учения Реформатской Церкви, за исключением:
- дифференциации оправдания и освящения. По Лабади оправдание реализуется в жизни христианина не одной только верой, но верой и любовью, заключающейся в последовании Христу и уподоблении Его жизни. Как следствие, на первое место христианской жизни становится не соблюдение «теоретически безукоризненного» правоверия, а вопросы духовно-религиозной практики (как именно надлежит следовать Христу);

- понимания Церкви. Лабади был хилиастом. Ожидая скорого наступления тысячелетнего царства Христова на земле, он считал своим долгом создать церковную общину, готовую к этому. Он не разделял общего для раннепротестантских мистиков представления о «невидимой церкви» (сформулированного, в частности, Валентином Вайгелем). По мнению Лабади, Церковь – это именно видимая община, состоящая исключительно из «святых» – христиан, получивших рождение свыше, – и проводящая резкое разграничение не только между собой и миром сим, но и между собой и христианами, ещё не родившимися свыше.

Основные интересы Лабади были сосредоточены в области практического, пастырского богословия. Здесь он выступал вполне традиционно, продолжая линию западной церковной, в особенности квиетистской мистики.
Согласно Лабади христианское религиозное познание проистекает из двух источников: внешнего слова Божия, зафиксированного в Священном Писании, и «внутреннего слова» – непосредственного просвещения души благодатью Святого Духа. Между внешним и внутренним словом существует неразрывная взаимосвязь: внешнее слово является мерилом и критерием правильности внутренних духовных процессов, а внутреннее слово подтверждает и истинно толкует то, что записано в Библии. «В Церкви не может быть иного авторитета, чем Дух Божий и слово Божие, то есть наличествующее в Писании внешнее, и состоящее с ним в теснейшей связи внутреннее слово Божие». 
Путь следования Христу состоит из уподобления Христу в Его кротости, смирении, отношении к людям, бедности, терпении, отвержении славы мира сего и т.д., а также из умерщвления ветхого человека, поста и молитвы. Под постом понимается воздержание от всякого зла, отсечение всех проявлений самолюбия и т.п. Молитва – наиболее важное христианское внутреннее делание.  Условиями для истинной молитвы являются:
- очищение сердца, чистота жизни, избегание всякого греха;
- максимально возможная для человека сосредоточенная жизнь, внутрь-пребывание и, по мере сил, владение своими мыслями и чувствами;
- постоянное внимание к действиям Бога в сердце, «распознавание» Его отзыва на всё, что происходит с человеком вовне и внутри.

На первых этапах молитвенного делания человек старается всячески трудиться, чтобы «достичь» Бога. Это – деятельная молитва. Затем, убедившись в том, что никакая «само-деятельность» в духовной сфере по-настоящему «не срабатывает», человек смиряется и опытно понимает, что всё, что он может сделать – это «приготовить место» Богу, предоставить Ему действовать в себе, и ожидать этого. В это время христианин проходит через состояния богооставленности, «расцерковления» и т.п. Бог попускает это ради двух целей:
- чтобы человек научился различать действия природы (падшей) и сверхприродной благодати и, подлинно (а не в своих фантазиях) отвергнув себя, всецело вверил себя и всё своё Богу и действию Его благодати;
- чтобы он понял разницу между дарами Божиими (чувство радости от религиозной жизни, молитвенная сладость и т.п.) и Самим Богом и перестал стремиться к первому, предпочитая всему истинное богообщение в вере.

Когда христианин пройдёт через этот этап, он достигает второй ступени молитвы – созерцательной (contemplation). На этой ступени для него становится возможной «аскетика веры», когда его воля всецело предаётся воле Божией и безоговорочно подчиняется ей. 
Итогом этой аскетической деятельности является достижение любви к Богу, причём любви «чистой», «незаинтересованной» (то есть такой, которая имеет своим предметом только Бога, и не заинтересована в каких бы то ни было благах от Него, так что если бы Бог лишил душу вечного спасения, то и это нисколько не поколебало бы полноту её любви к Нему). Учение о «незаинтересованной любви» впоследствии развивал Фенелон.
В этом всецелом предоставлении себя Богу верой и любовью и ответном действии Бога совершается единение человека и Бога, что и составляет цель духовной христианской (а следовательно, и церковной) жизни.

## Влияние

### Лютеранский пиетизм
Лабади считается непосредственным предшественником и вдохновителем пиетизма. Деятельность Лабади в Нидерландах, а особенно переселение его общины из Амстердама в вестфальский Херфорд были весьма значительными событиями для Германии. Церковная жизнь Священной Римской империи Германской нации прежде мало что знала о частных небогослужебных собраниях; теперь же вслед за шлейфом и восторженных, и отрицательных мнений о Лабади и его учении многие неравнодушные пасторы и миряне стали присматриваться к этой форме совместной молитвы и размышлений над Священным Писанием. Тем самым Лабади дал импульс к появлению пиетистских собраний и кружков – того, что основатель лютеранского пиетизма Филипп Якоб Шпенер назвал потом «ecclesiola in ecclesia» (малая церковь внутри «официальной» церкви) и «collegia pietatis» (школа благочестия). Идею collegia pietatis Шпенер отчасти перенял именно у Лабади. 

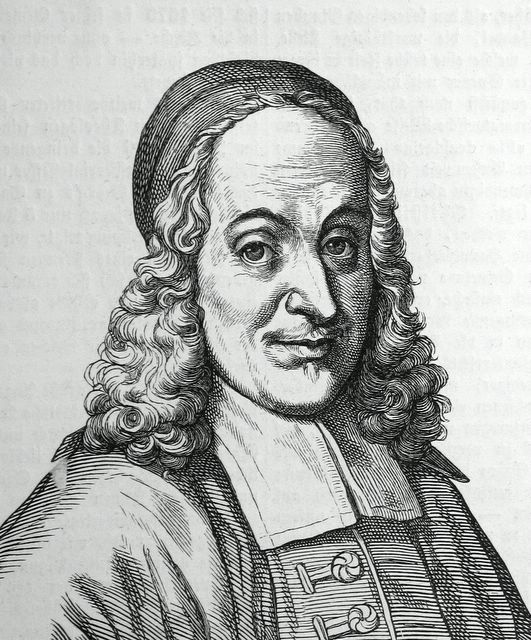
Филипп Якоб Шпенер

Ещё одна мысль Лабади, общая со Шпенером – духовное обновление пастырства. Лабади считал (и писал об этом в своей книге «La Reformation de l’Eglise par le Pastorat»), что пасторы должны не столько получать схоластическое образование на теологических факультетах университетов, сколько опытно проходить школу духовной, молитвенной и христианско-мистической жизни. Стяжав в себе самих опыт внутренней жизни во Христе, только и можно ответственно передавать его другим через проповедь и душепопечение. Ту же идею подробно развивает и Шпенер в своём знаменитом «манифесте» пиетизма «Pia Desideria» («Благое пожелание»). С этой мыслью тесно связано и основополагающее для пиетизма предпочтение живой религиозной жизни отвлечённому «правильному» исповеданию веры и «отодвигание» догматики на второй план в иерархии христианских ценностей.
С пиетизмом (и со Шпенером) роднит Лабади и исповедуемый им хилиазм. Надежды на «лучшее будущее», ожидание грядущего тысячелетнего царства Христова на земле не только были в той или иной форме общими для большинства пиетистов, но и определяли их практику (как подготовку пришествия этого тысячелетнего царства) – миссионерство, христианизацию нравов, воспитание и образование, улучшение всех сторон жизни и т.д. 
Наконец, важная идея, одушевлявшая многие стороны деятельности Лабади – создание (или исправление) Церкви по образцу первохристианской общины – также была свойственна  как Шпенеру, так и всему пиетизму.
Лично Шпенер познакомился с Лабади в Женеве в 1660 г. На него произвели большое впечатление его проповеди; также Шпенер посещал домашние небогослужебные собрания Лабади и перевёл на немецкий язык его трактат «О молитве». Нельзя говорить о том, что Шпенер был «учеником» Лабади или напрямую заимствовал его идеи; но влияние Лабади на Шпенера несомненно и значительно.

### Реформатский пиетизм

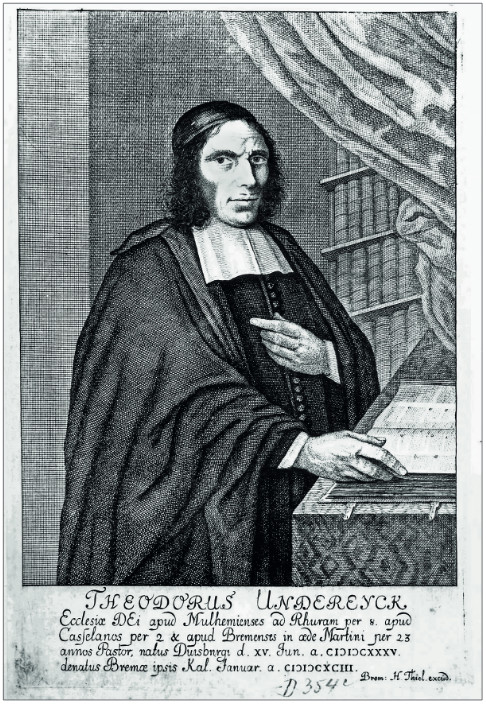
Теодор Ундерейк

Ещё более существенно влияние Лабади на появление реформатского пиетизма. Здесь должно быть прежде всего названо имя Теодора Ундерейка. В 1654–1657 гг. он учился в Утрехте, где познакомился с Воецием и Лоденстейном и воодушевился их идеями «Nadere Reformatie» («продолжающаяся, углубляющаяся реформация»). Нидерландские предпиетистские идеи обновления церковной жизни вообще были распространены в нижнерейнской Германии, поскольку студенты этой области предпочитали учиться теологии в голландских университетах. Продолжил своё обучение Ундерейк в Швейцарии, где в Женеве познакомился с Лабади и был частым посетителем его домашних собраний. В этих собраниях Ундерейк увидел наиболее подходящую форму для реализации в Германии своих идей о «Nadere Reformatie», а проповеди Лабади сформировали проповедническое и душепопечительское направление Ундерейка – призыв к покаянию и обновлению жизни во Христе. Получив место пастора в Мюльхайме, Ундерейк в начале 1660-х гг. учредил здесь (а позже – и в Бремене, следующем месте своего служения) небогослужебные катехизические собрания, положившие начало пиетистским «collegia pietatis» в Реформатской Церкви. Лабадистские по характеру проповеди Ундерейка повлияли на духовное становление Иоахима Неандера. Учение Лабади оказало влияние на взгляды и ещё одного видного представителя реформатского пиетизма, Фредерика Адольфа Лямпе.
В значительной степени общим влиянием Лабади объясняется гораздо бо́льшая степень радикализма реформатского пиетизма сравнительно с лютеранским. Сепаратизм вплоть до полного отделения от церкви, «обострённый» хилиазм, аскетические крайности, свойственные многим пиетистам-реформатам (особенно рейнского региона), коренились в учении и в примере жизни Лабади.

### Мистики
Но не только пиетистскими идеями Лабади привлекал к себе духовно ищущих людей. Не все разделяли хилиастические взгляды или пиетистские интенции исправления и созидания церковной жизни. Многие мистически настроенные христиане были скорее индивидуалистами, чем поборниками «общинности»; для них личная жизнь «здесь и сейчас» с Богом была гораздо важнее всего прочего. И здесь Лабади своими проповедями и сочинениями, в которых он призывал к внутреннему деланию, молитве и аскетическому самоусовершенствованию, оказывал на таких христиан большое влияние.
Наиболее ярко это проявилось в Мюльхайме в деятельности проповедника и сепаратиста Вильгельма Хоффмана и особенно его ученика и преемника Герхарда Терстегена (последний, как уже отмечалось выше, перевёл на немецкий язык и в 1727 г. издал один из основных трудов Лабади «Руководство к истинному благочестию»). Терстеген всю жизнь считал Лабади своим учителем (наряду с Берньером-Лувиньи). Через Терстегена и круг его учеников и последователей мистическая педагогика Лабади распространилась весьма широко, продолжая своё существование и до настоящего времени.